# Várkastély a Kárpátokban (regény)
A Várkastély a Kárpátokban című regényt Jules Verne írta 1892-ben.
A regényt Verne magyar vonatkozású műveként szokás említeni, ám ugyan a történet színhelye Erdély, a szereplők rendre románok.
Az egyik főhős neve a francia nyelvű könyvben Télek, az 1902-es és 1911-es fordításban Telek, az 1974 -esben Teleki. Verne a könyvben hősét nem köti össze a magyar történelemből ismert Teleki családdal, Telek határozottan román származású szereplő.
A regény jelentős részben Macsesd falvában játszódik, amit az 1974-es fordítás Veresdnek nevez, francia eredetiben Werst. Macsesd földrajzi fekvése megfelel a regény cselekményének.

## Történet
|  | Alább a cselekmény részletei következnek! |

A történet a XIX. század utolsó évtizedében Erdélyben, Macsesden játszódik. Gortz Rudolf báró a község lakóit babonái segítségével tartja távol elhagyatott kastélyától. A falun utazik át Telek Ferenc gróf is, akiben a kastély rossz emlékeket idéz fel, mert Gortz báró okozta szerelmének halálát. Felkeresi a helyet, amiért majdnem életével kell fizetnie.

### Első fejezet
A retyezáti Kárpátok egyik legelőjéről állatait hazafelé terelő juhász, Frik, összetalálkozik egy vándorárussal. Az óvatos Frik kipróbálás után megveszi az árus messzelátóját. Megveszi, mert azzal észrevette, hogy a falva, Macsesd fölé magasodó, elhagyottnak hitt várkastély egyik kéményéből vékony füst száll fel.

### Második fejezet
Megismerjük a Gortz család és a várkastély történetét. A fiktív történelmi bárói család a tizenharmadik századtól van jelen, rendre a román szabadságtörekvések mellett állt. A regény idejére, a XIX. század utolsó évtizedére egyetlen leszármazott, Gortz Rudolf él csak. Őt már lassan két évtizede nem látták a környéken, a várkastély hasonló ideje lakatlan.
Frik Koltz bírónak adja el a távcsövet, aki belenézve megerősíti: valóban füst száll fel az egyik kéményből. A falu lakói sorra meggyőződnek a meglepő tényről.

### Harmadik fejezet
A környék gazdaságának bemutatása után Verne Koltz bíró gazdagodásáról ír. Majd sorra megismerjük a falu lakóit, a szépséges Koltz Miriótá-t, Deck Miklós jóravaló erdőkerülőt, Hermod iskolamestert és Patak-ot, az orvost.

### Negyedik fejezet
A megismert falusi férfiak az ivóban tanakodnak, mitévők legyenek. A füst utalhat a báró visszatértére, de arra is, hogy rablók fészkelték be magukat az elhagyott épületbe. És érthető módon többen úgy vélik, természetfeletti jelenségek játszódnak le az ódon falak mögött, jobb távol maradni.
Deck Miklós mátkája tiltakozása ellenére vállalja, hogy felmegy a várba, ha Patak doktor elkíséri. A szájhős doktor próbál kibújni a feladat alól, amikor a fogadóban hirtelen egy ismeretlen hangja szólal meg:
"Deck Miklós, ne menj holnap a várkastélyba!... Ne menj oda... mert szerencsétlenül jársz!"
A hang gazdáját viszont sehol sem találják, kitör a pánik, mindenki bezárkózik. Rettegés ül a falun. Szinte mindenki azt hiszi, hogy az ördögöt hallották a fogadóban.

### Ötödik fejezet
Másnap az erdőkerülő és az orvos útnak indul. A várhoz vezető valaha volt utat rég benőtte a természet, nagyon lassan haladnak felfelé, ráadásul a doktor mindent megtesz, hogy lassítsa a haladást, visszafordulásra kényszerítse Miklóst. Aki viszont elszánt és nem hagyja magát. A lassú haladás miatt csak kora estére érnek fel arra fennsíkra, ahol a vár áll. A vár felvonóhídja nincs leengedve, így nem jutnak be a várba, ahol éjszakázni terveztek.

### Hatodik fejezet
Nehezen alszanak el, a doktor éjszaka felriad. Kósza fényeket lát és hallja a vár harangját kongani. Felveri az erdészt, aki elsőre semmit sem lát és semmit sem hall. Ám egy üvöltés hangzik fel, az őrtoronyban meg vakító erős fény lobban fel. A doktor már az összeomlás szélén van, amikor elül a hang, megszűnik a fény.
Reggel minden békésnek tűnik. Miklós a doktor minden ellenkezése ellenére úgy dönt, hogy bejut a várba. Mivel más rést nem talál, a felvonóhíd láncán mászik felfelé. Patak doktor a sáncban állva úgy dönt, hogy elmenekül, de képtelen megmozdítani a lábait. Amikor Miklós felérve megkapaszkodna a felvonóhíd sarokpántjában, egy láthatatlan kéz letaszítja, a férfi a lánc mentén aláhull az árokba.

### Hetedik fejezet
A falu lélegzetvisszafojtva várja a két férfi visszatértét. A kétségbeesés lesz úrrá rajtuk, amikor, terv szerint, napnyugtáig nem érnek haza. Másnap még idegesebben és szomorúbban telik, ám nincs egyetlen ember sem, aki utánuk indulni. Így nagyon nagy öröm, amikor estefelé a két férfi felbukkan. Ám nincsenek jó állapotban, a doktorra támaszkodó Miklós baloldala lebénult, a doktor meg sokkot kapott.
Az ivóban regenerálódó doktor elmeséli az előző két nap történetét, az olvasó újra átélheti az előző fejezetben olvasottakat.

### Nyolcadik fejezet
A félelem a falu határán túl terjed, vadabbnál-vadabb szóbeszédek kelnek lábra. A fogadóba két vendég érkezik: Telek Ferencz gróf és szolgája, Roczkó. Megszállnak egy éjszakára. Másnap a falusiak beszédbe elegyednek a gróffal. Egyikük elszólja magát a várkastéllyal kapcsolatban, és a gróf mindenre kíváncsi. Maga is úgy véli, hogy gonosztevők fészkelhették be magukat az elhagyott várba, megígéri, hogy amint útja olyan helyre visz, megemlíti az illetékes hatóságnak.
Már szinte vége a beszélgetésnek, amikor a gróf rákérdez, hogy kié volt a várkastély. A válasz után – a Gortz báróké – a gróf elsápad és maga elé suttogja Gortz Rudolf nevét.

### Kilencedik fejezet
A Telek család craiovai ágának utolsó sarja, aki a család kastélyában nőtt fel, élt gondtalan életet. Anyja tizenöt, apja huszonkét éves korában halt meg. Pár évvel később a volt katona, Roczkó kiséretében Olaszországba utazott, azt keresztül-kasul bejárta. Nápolyból hazatérni készült Craiovába, amikor szívét rabul ejtette Stilla, a kor híres énekesnője, aki a nápolyi San Carlo színházban lépett fel.
A gróf Stillát mindenhová követte, bármelyik városba is ment az énekes, minden előadásán ott ült. Ám nem ő volt az egyetlen, akit az énekes rabul ejtett. Egy ötven év körüli titokzatos férfi is ott volt minden előadásán, egy előre kibérelt, ráccsal védett páholyból figyelte. Ám amíg Telek gróf mindent megtett, hogy személyesen is kapcsolatba kerüljön Stillával, addig az idegen nem, ő csak az előadásokon tűnt fel, egyetlen esetben történt ez másképp, amikor megvette az énekesről készült festményt. A titokzatos férfi állandó kísérője egy Orfanik nevű férfi volt, akiről azt beszélték, hogy a kor meg nem értett zsenije, egy őrült tudós. A grófnak sikerült kideríteni a gazdája nevét is: a román származású báró Gortz Rudolf volt ő.
Telek gróf megkérte Stilla kezét, aki igent mondott és bejelentette, ott hagyja az énekesi pályát. A búcsú előadás azonban tragikus véget ért: Stilla a színpadon, Telek gróf kezei közt meghalt, a mellében megpattant egy ér.
A temetést követően Telek gróf a Stilla halála napja óta nem látott Gortz bárótól levelet kap, amelyben Gortz megfenyegeti: „Ön ölte meg őt! … Jaj önnek, Telek gróf.“

### Tizedik fejezet
Stilla halála után a magába zuhant Telek gróf visszatért Craiovába. Ez volt hosszú hónapok után az első alkalom, hogy útnak indult hű szolgájával.
Telek gróf felkeresi Miklóst, és újra elmondatja vele az egész történetet. Telek gróf kijelenti, hogy nem hisz a természetfeletti jelenségekben, és bár nem tud mindent megmagyarázni, de kész utánajárni. Vissza is tér a fogadóba, ahol magában felidézte az olaszországi eseményeket. És ekkor hallani véli Stilla énekét: „Nel giardino de mille fiori, Andiamo, mio cuore...

### Tizenegyedik fejezet
Ahogy várható volt, Telek gróf megváltoztatja eredeti szándékát, nem utazik tovább Erdély belseje felé, hanem fel akar menni a várhoz. Ezt viszont, hogy elkerülje a macsesdiekkel való konfrontációt, kerülővel teszi. Természetesen vele tart Roczkó is. Az északi bástyánál érik el a várat. Roczkó mindenáron távozásra akarja rávenni urát, ám az habozik továbbindulni. És a bástyán feltűnik egy gyönyörű nő, fehér ruhában, kibontott hajjal. Ahogy a gróf utoljára látta. A látomás eltűnik, Telek gróf meg van győződve arról, hogy Stillát a várban tartják fogva.

### Tizenkettedik fejezet
Telek gróf Roczkót elparancsolja Gyulafehérvárra, hogy segítséget hozzon, maga pedig megpróbál behatolni a várba. Ahogy halad a várfal mellett észreveszi, hogy a felvonóhíd most le van engedve és mögötte nyitva a vár kapuja. Besiet a várba, a kapu emberi érintés nélkül becsukódik mögötte.

### Tizenharmadik fejezet
Az ismeretlen vár kesze-kusza folyosóin a sötétben tapogatódzva halad előre Telek gróf a helyesnek vélt irányba. A lassú haladás közben agyában cikáznak a gondolatok Stilla és Gortz báró körül. Az egyik kamrában, ahová bejut, ételt és italt talál, mintha tudták volna, hogy érkezik.
Az izgalomtól álomba ájuló gróf másnap reggel zárva találja kamrája ajtajait. Miközben a szökését tervezi, az egyik ajtó mögött felhangzik Stilla éneke. A gróf veri az ajtót, kiabál, ám Stilla nem áll meg, továbbhalad.

### Tizenegyedik fejezet
Telek gróf kiszabadítja magát és elindul Stillát megkeresni. A vár félig romos kápolnájához érve egy résen át megpillantja Orfanikot, aki éppen huzalt tekert le egy vascsőről. Pár perc múlva feltűnik báró Gortz Rudolf is.

### Tizenötödik fejezet
Telek gróf kihallgatja a két férfi párbeszédét arról, hogy fel készülnek robbantani a várat miután elhagyták azt egy titkos ösvényen, amely a közeli völgybe vezet. A beszélgetésükből megtudja azt is, hogy Roczkó csendőrökkel tért vissza Gyulafehérvárról. Gortz báró arra utasítja Orfaneket, hogy az azonnal hagyja el a várat és Besztercén várjon rá.
Verne felfedi, hogy Orfanik számtalan elektromos árammal működő eszközt tökéletesített, a báró fizette a tudóst, az pedig neki dolgozott. A macsesdi fogadó termébe titokban távbeszélőt szereltek, így tudták meg, hogy miről beszél a falu népe, mire készül Miklós, majd a gróf. És ez a magyarázat a Miklóst figyelmeztető hangra épp úgy, ahogy a grófot eredeti szándékától eltérítő ének elhangzására is.
A doktor lábait a csizmájában levő vasszögekre ható mágnessel bénították meg, Miklóst pedig áramütés taszajtotta a mélybe, amikor a lánc mellett egy másik vastárgyhoz is hozzáért. Az éjszakai zajt és fényeket is áram táplálta, ahogy az énekesnő megjelenése a bástyán is mérnöki mutatvány volt.

### Tizenhatodik fejezet
Telek gróf minden erejét latba vetve keresi Stillát, eljut az őrtorony felső emeletére. A kényelmesen berendezett szobában meglátja a háttal ülő Gortz bárót, és már rajta is ütne, ám váratlanul feltűnik Stilla fehér ruhában, kibontott hajjal és ismét azt az dalt énekli, amit utoljára énekelt Nápolyban. Telek gróf ledermed, Gortz báró viszont észreveszi a grófot. A gróf Stillához siet, ám elejtett kését a báró Stilla felé dobja. A kés egy üvegfalat darabokra tör, eltűnik az énekes látványa.
A báró egy dobozt felkapva kimenekül, ám a sáncárokról az időközben felérkezett katonákat vezető Roczkó rálő és eltalálja a ládát. A báró mindenkit elátkozva felrobbantja a várat.

### Tizenhetedik fejezet
A várkastélyt átkutatók megtalálják báró Gortz Rudolf holttestét, és a fizikailag sértetlen, de lelkileg nagybeteg Telek Ferencz grófot.

### Tizennyolcadik fejezet
Orfanik hiába vár gazdájára, így visszatér a várhoz, ám felismerik és elfogják. Az emberi érzelmekre nem igen fogékony feltaláló felfedi, miként jelenhetett meg a Nápolyban valóban meghalt Stilla – a róla készült festményt tette mozgóvá tükrökkel és megvilágítással. Az énekesnő hangját őrző fonográfhenger volt abban a dobozban, amit a báró magával akart vinni, de Roczkó szétlőtte.
|  | Itt a vége a cselekmény részletezésének! |

## Szereplők
- Stilla (25), olasz opera-énekesnő
- báró Gortz Rudolf (kb. 58), a család utolsó leszármazottja
- Orfanik, Gortz szolgálatában álló tudós, feltaláló
- gróf Telek Ferencz (32), román nemes Craiova városából
- Roczkó, Telek szolgálója, katonaviselt ember
- Deck Miklós (25), macsesdi erdész, erdőkerülő, Koltz Mirióta vőlegénye
- Koltz Mirióta (20), a falubíró lánya, Deck Miklós jegyese
- Koltz, (kb. 57) Macsesd falubirója
- Jónás (60), zsidó kocsmáros, a «Mátyás Király» ivó-fogadó tulajdonosa
- Patak (45), orvos, aki nem hisz a babonákban
- Hermod (55), Macsesd iskolamestere
- Frik (65), pásztor

## Magyarul
- Várkastély a Kárpátokban. Regény; ford. Huszár Imre; Franklin, Bp., 1893 (Verne Gyula összes munkái)
- A kárpáti kastély; ford. Ilosvai Hugó; Sachs–Pollák, Bp., 1899
- A kárpáti várkastély. Regény; ford. Zigány Árpád; Országos Központi Községi Ny., Bp., 1902 (Verne Gyula összegyűjtött munkái)
- Várkastély a Kárpátokban. Regény; ford. Gellért György; Móra, Bp., 1974
- Várkastély a Kárpátokban; ford. Gellért György, sajtó alá rend. Majtényi Zoltán; Unikornis, Bp., 2000 (Jules Verne összes művei)
- Várkastély a Kárpátokban. Regény; ford. Gellért György, átdolg. Fenyő Áron; Regun, Üllő, 2007 (Jules Verne összes átdolgozott műve)